# Třešeň na Žitné
Třešeň na Žitné je památný strom, třešeň ptačí (Prunus avium), který roste v zaniklé obci Žitná, součásti města Březová ve Slavkovském lese v okrese Sokolov, v Karlovarském kraji. Spolu s nedaleko stojícím poničeným pomníkem obětem první světové války tak připomíná obec, zcela zničenou po druhé světové válce armádou v tehdy nově vzniklém Vojenském výcvikovévém prostoru Prameny.
Solitérní strom s nepravidelnou korunou je ve výrazně zhoršeném až silně narušeném zdravotním stavu. Spirálově zkroucený kmen stromu se ve výšce asi 2 metry otáčí až k zemi a pak opět zvedá. Měřený obvod kmene činí 210 cm, výška stromu je 8 m (měření 2020). Za památný byl vyhlášen v roce 2020 jako strom mimořádně významný pro svůj netradiční tvar a estetickou hodnotu. Svoji podobu získala třešeň nejspíš působením drsného podnebí v otevřené krajině ve výšce okolo 800 metrů nad mořem, kde ji tvaroval vítr na náhorní plošině a v zimě mohutná sněhová pokrývka. Rovněž četné mrazové trhliny na kmeni stromu jsou způsobeny tvrdými povětrnostními podmínkami.
V rámci ankety Strom roku 2020 získala třešeň titul Strom hrdina 2020.

## Stromy v okolí
- Pastýřský buk
- Sychravův smrk
- Lípa ve Smrkovci

## Fotogalerie

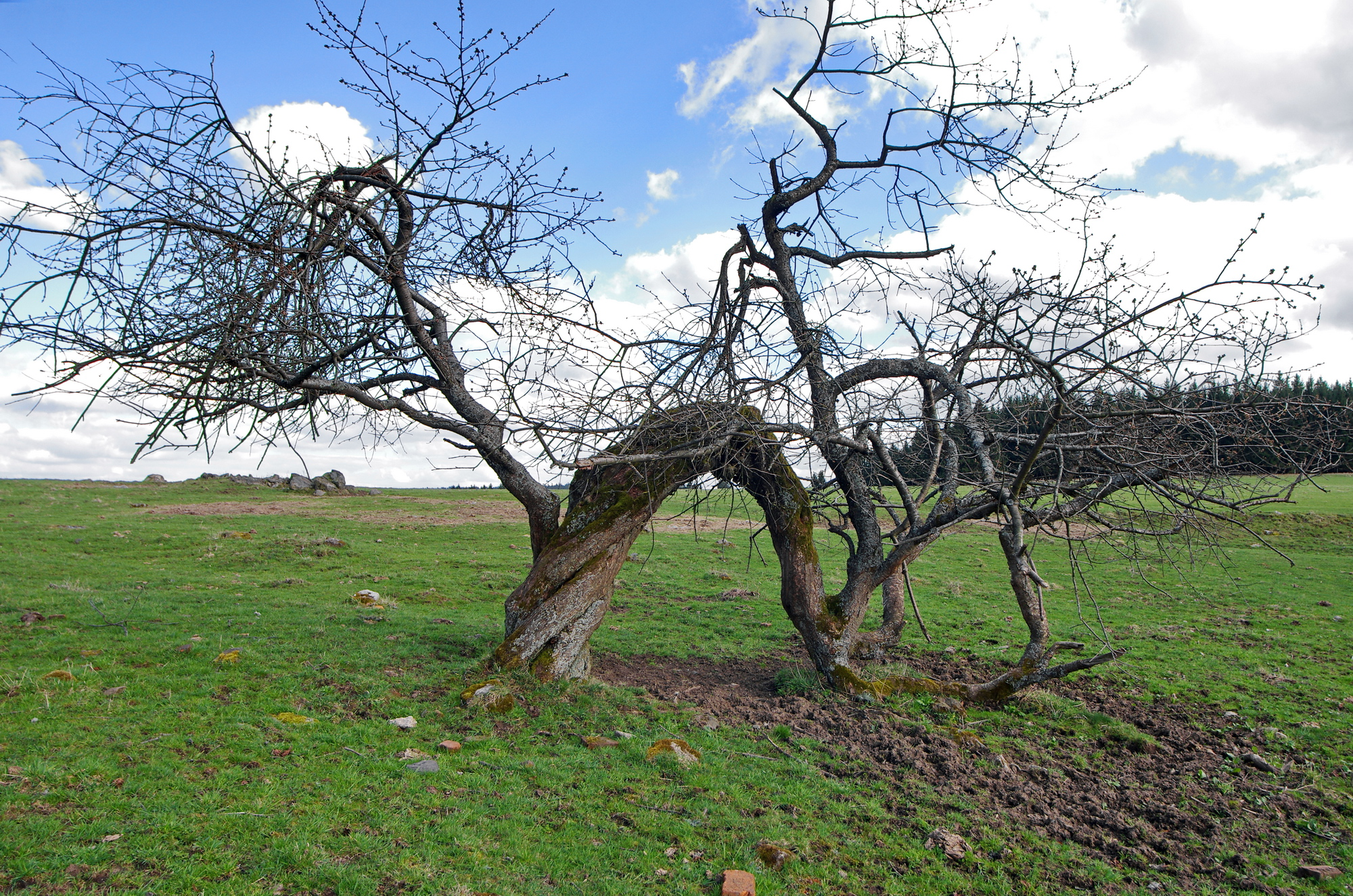
v dubnu 2016
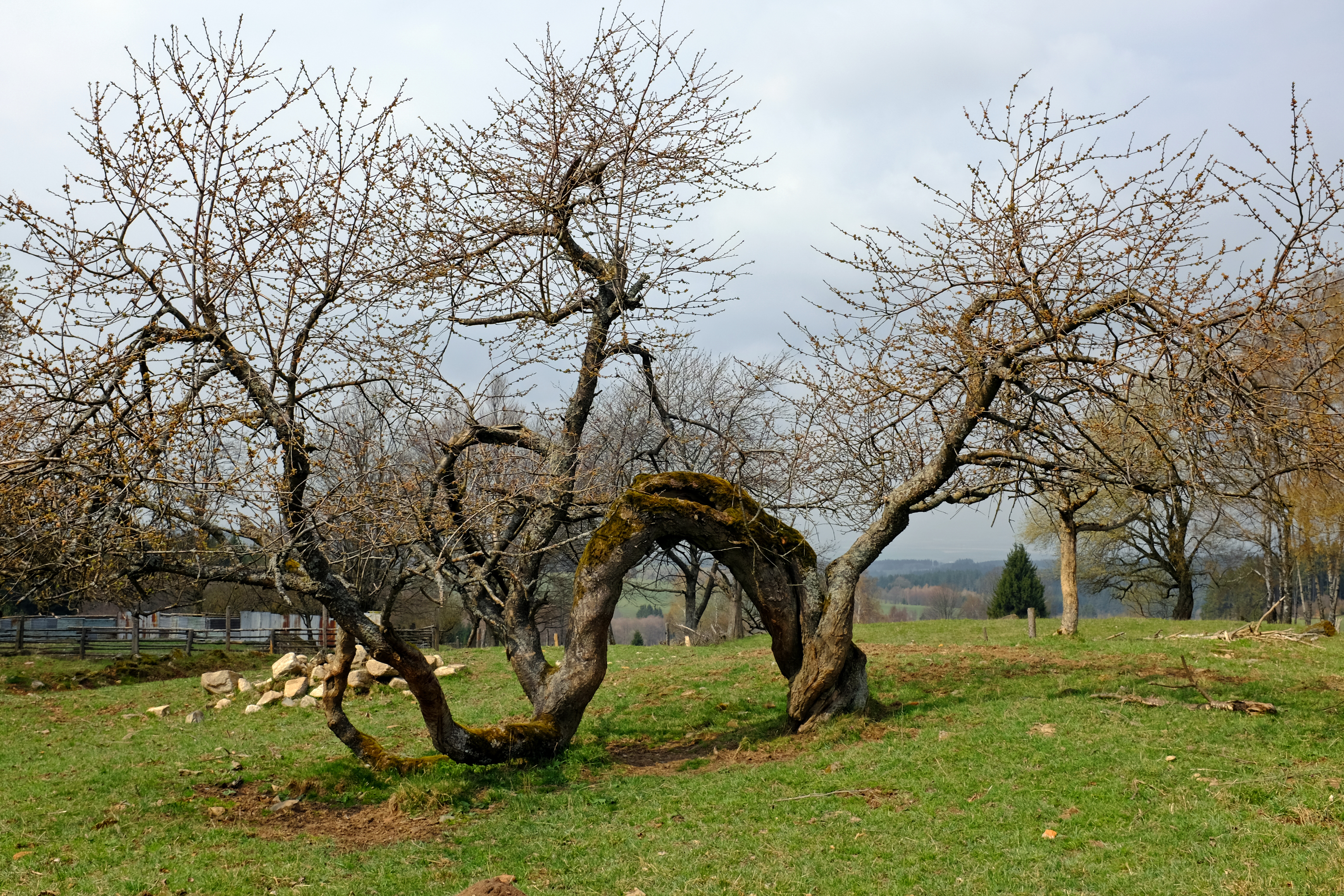
v dubnu 2020
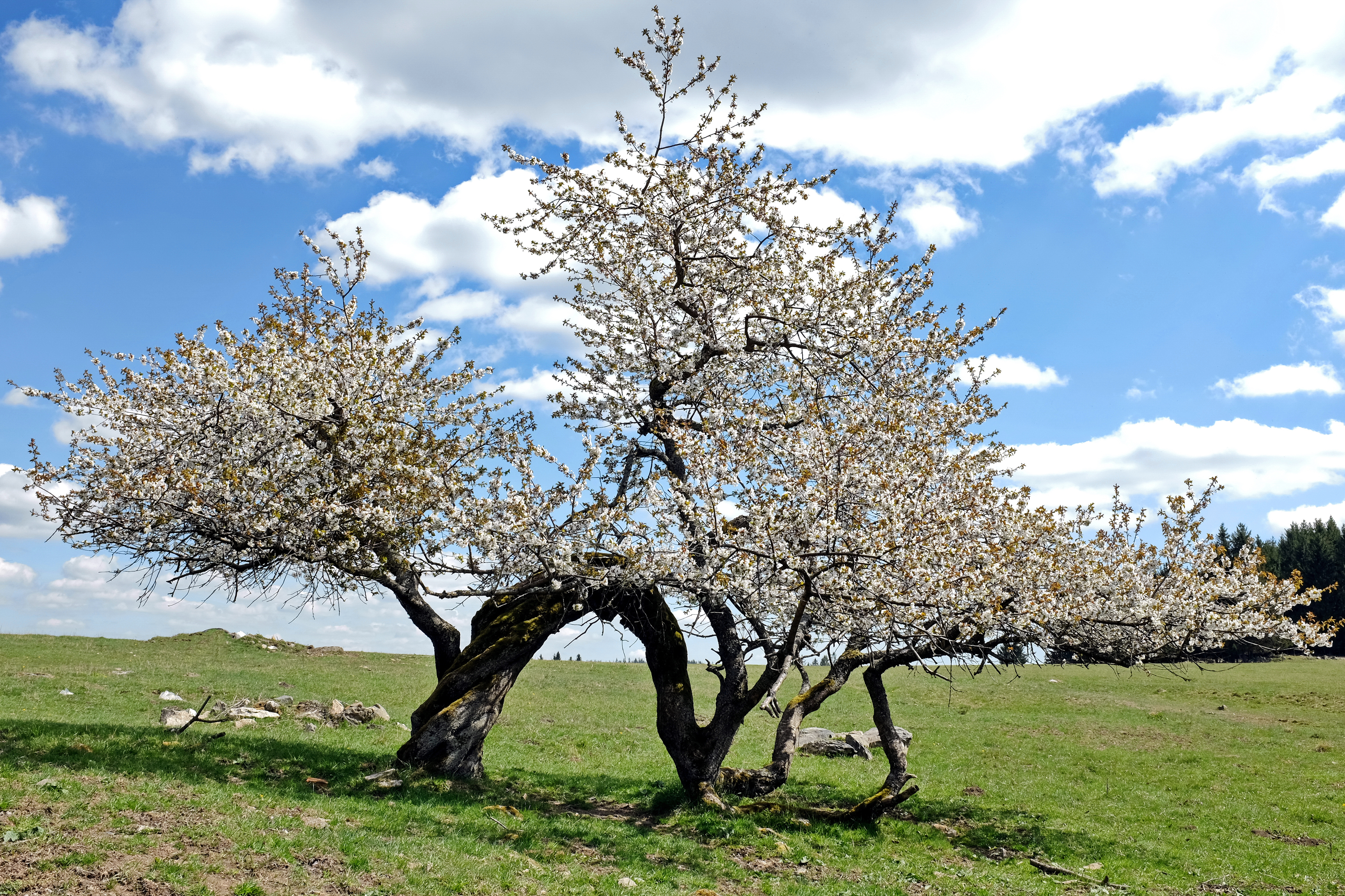
konec dubna 2020
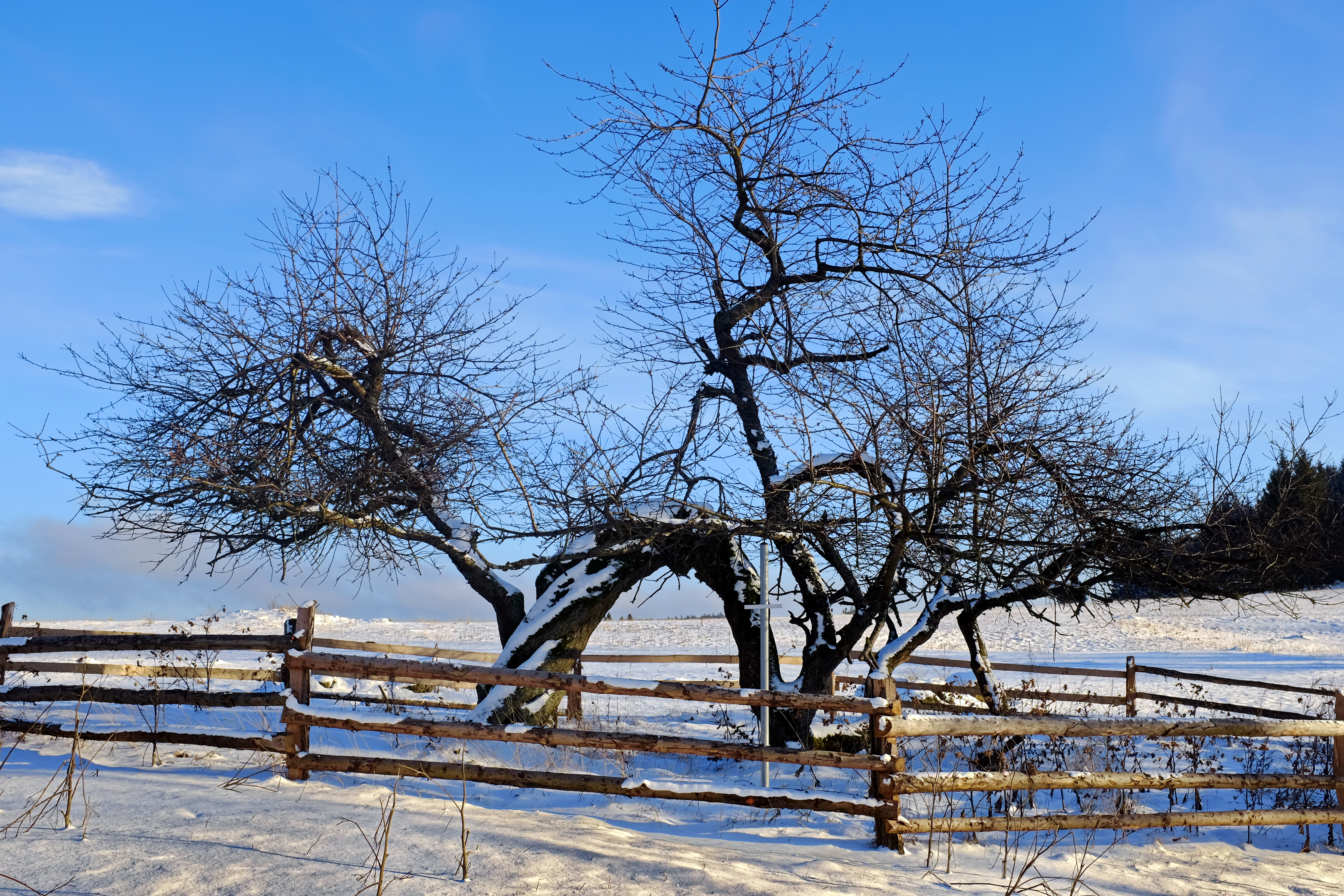
prosinec 2020
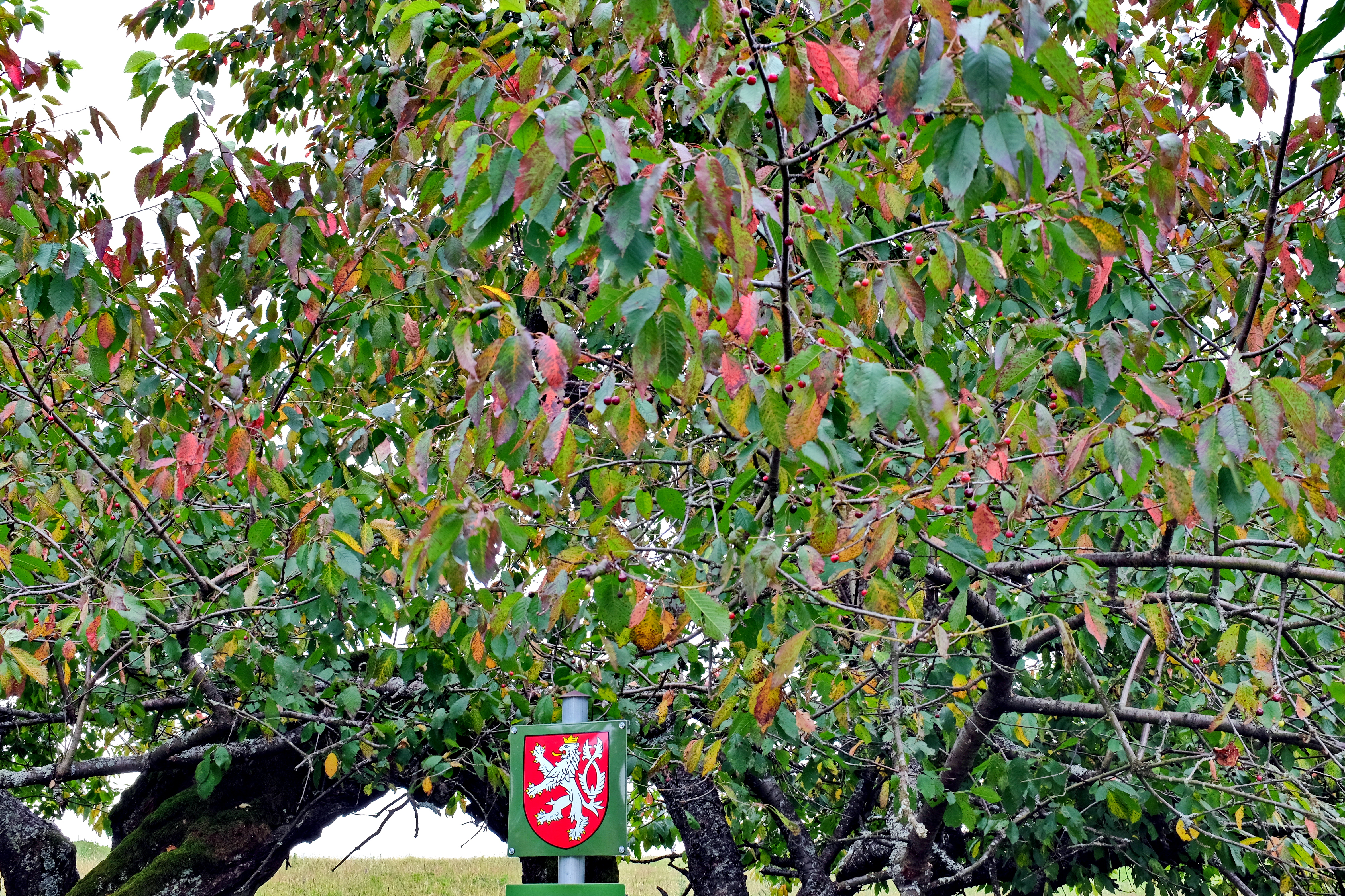
S třešněmi na konci července 2021
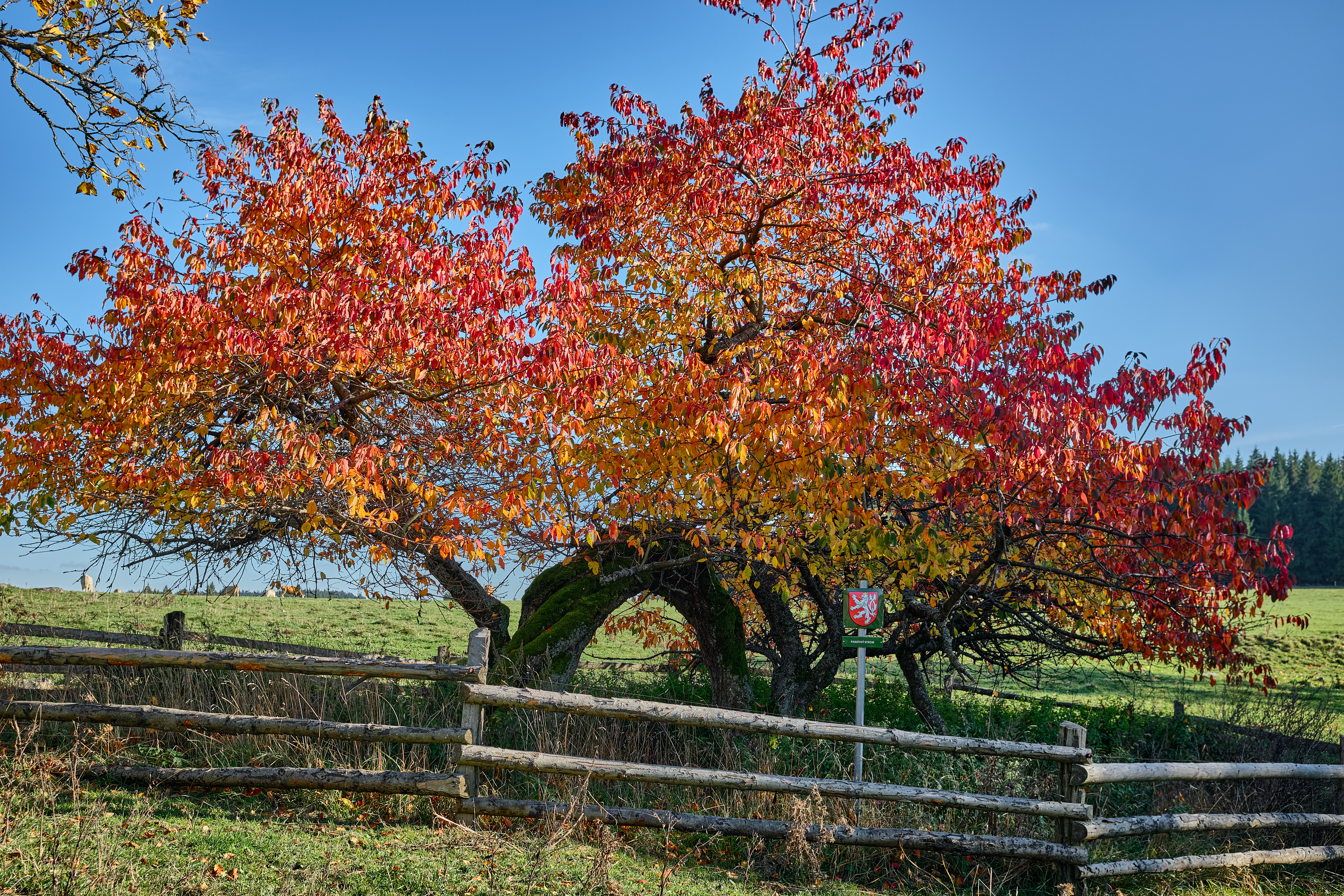
říjen 2022